# Mountain Home (Arkansas)
Mountain Home – miasto w Stanach Zjednoczonych, w stanie Arkansas, w hrabstwie Baxter.